# NGC 938
NGC 938 је елиптична галаксија у сазвежђу Ован која се налази на NGC листи објеката дубоког неба.
Деклинација објекта је + 20° 17' 2" а ректасцензија 2h 28m 33,5s. Привидна величина (магнитуда) објекта NGC 938 износи 12,5 а фотографска магнитуда 13,5. NGC 938 је још познат и под ознакама UGC 1947, MCG 3-7-17, CGCG 462-17, PGC 9423.